# Seznam dílů seriálu Prezident v pořadí
Toto je seznam dílů seriálu Prezident v pořadí. Americký televizní seriál Prezident v pořadí byl premiérově vysílán stanicí ABC od 21. září 2016 do 16. května 2018. Třetí řada měla premiéru 7. června 2019 na Netflixu. V Česku měl premiéru 29. ledna 2019 na AXN.

## Přehled řad
| Řada | Díly | Premiéra v USA | Premiéra v USA  | Premiéra v ČR     | Premiéra v ČR     |
| Řada | Díly | První díl      | Poslední díl    | První díl         | Poslední díl      |
| ---- | ---- | -------------- | --------------- | ----------------- | ----------------- |
| 1    | 21   | 21. září 2016  | 17. května 2017 | 29. ledna 2019    | 9. dubna 2019     |
| 2    | 22   | 27. září 2017  | 16. května 2018 | 5. února 2020     | 1. září 2020      |
| 3    | 10   | 7. června 2019 | 7. června 2019  | 1. listopadu 2021 | 20. prosince 2021 |

## Seznam dílů

### První řada (2016–2017)
| Č. v seriálu | Č. v řadě | Původní název            | Český název                                           | Režie                | Scénář                                    | Premiéra v USA     | Premiéra v ČR (AXN) |
| ------------ | --------- | ------------------------ | ----------------------------------------------------- | -------------------- | ----------------------------------------- | ------------------ | ------------------- |
| 1            | 1         | Pilot                    | Pilot (AXN) Pilotní díl (Netflix)                     | Paul McGuigan        | David Guggenheim                          | 21. září 2016      | 29. ledna 2019      |
| 2            | 2         | The First Day            | První den                                             | Brad Turner          | Jon Harmon Feldman a David Guggenheim     | 28. září 2016      | 5. února 2019       |
| 3            | 3         | The Confession           | Doznání (AXN) Přiznání (Netflix)                      | Sergio Mimica-Gezzan | Jennifer Johnson a Paul Redford           | 5. října 2016      | 5. února 2019       |
| 4            | 4         | The Enemy                | Nepřítel                                              | Paul Edwards         | Dana Ledoux Miller a Jon Harmon Feldman   | 12. října 2016     | 12. února 2019      |
| 5            | 5         | The Mission              | Mise                                                  | Paul Edwards         | Sand Kyu Kim a Michael Russell Gunn       | 26. října 2016     | 12. února 2019      |
| 6            | 6         | The Interrogation        | Výslech                                               | Michael Katlemna     | Barbie Kligman a Jenna Richman            | 9. listopadu 2016  | 19. února 2019      |
| 7            | 7         | The Traitor              | Zrádce                                                | Frederick E. O. Toye | Jennifer Johnson a Michael Russell Gunn   | 16. listopadu 2016 | 19. února 2019      |
| 8            | 8         | The Result               | Výsledky                                              | Chris Grismer        | Paul Redford a Sand Kyu Kim               | 30. listopadu 2016 | 26. února 2019      |
| 9            | 9         | The Blueprint            | Návod (AXN) Plán (Netflix)                            | Richard J. Lewis     | Dana Ledoux Miller a Michael Russell Gunn | 7. prosince 2016   | 26. února 2019      |
| 10           | 10        | The Oath                 | Přísaha                                               | Frederick E. O. Toye | David Guggenheim                          | 14. prosince 2016  | 5. března 2019      |
| 11           | 11        | Warriors                 | 25. dodatek (AXN) Bojovníci (Netflix)                 | Stephen Surjik       | Paul Redford a Carol Flint                | 8. března 2017     | 5. března 2019      |
| 12           | 12        | The End of the Beginning | Konec začátků                                         | Mike Listo           | David Guggenheim                          | 15. března 2017    | 12. března 2019     |
| 13           | 13        | Backfire                 | Selhání (AXN) Zpětný ráz (Netflix)                    | Tara Nicole Weyr     | Sang Kyu Kim a Pierluigi Cothran          | 22. března 2017    | 12. března 2019     |
| 14           | 14        | Commander-in-Chief       | Vrchní velitel                                        | Frederick E. O. Toye | Michael Russel Gunn                       | 29. března 2017    | 19. března 2019     |
| 15           | 15        | One Hundred Days         | 100 dní (AXN) Sto dnů (Netflix)                       | Kenneth Fink         | Dana Ledoux Miller                        | 5. dubna 2017      | 19. března 2019     |
| 16           | 16        | Party Lines              | Hranice politiky (AXN) Stranické linie (Netflix)      | Mike Listo           | Jenna Richman                             | 12. dubna 2017     | 26. března 2019     |
| 17           | 17        | The Ninth Seat           | Devátý soudce (AXN) Deváté křeslo (Netflix)           | Frederick E. O. Toye | Paul Redford                              | 19. dubna 2017     | 26. března 2019     |
| 18           | 18        | Lazarus                  | Lazarus                                               | Chris Grismer        | Jennifer Johnson                          | 26. dubna 2017     | 2. dubna 2019       |
| 19           | 19        | Misalliance              | Mezaliance (AXN) Obtížné spojenectví (Netflix)        | Norberto Barba       | Dana Ledoux Miller a Jenna Richman        | 3. května 2017     | 2. dubna 2019       |
| 20           | 20        | Bombshell                | Bomba (AXN) Novinářská bomba (Netflix)                | Sharat Raju          | Sang Kyu Kim                              | 10. května 2017    | 9. dubna 2019       |
| 21           | 21        | Brace for Impact         | Příprava na následky (AXN) Příprava na úder (Netflix) | Frederick E. O. Toye | David Guggenheim                          | 17. května 2017    | 9. dubna 2019       |

### Druhá řada (2017–2018)
| Č. v seriálu | Č. v řadě | Původní název      | Český název                                           | Režie                | Scénář                                 | Premiéra v USA     | Premiéra v ČR (AXN) |
| ------------ | --------- | ------------------ | ----------------------------------------------------- | -------------------- | -------------------------------------- | ------------------ | ------------------- |
| 22           | 1         | One Year In        | První rok (AXN) Po prvním roce (Netflix)              | Chris Grismer        | Keith Eisner                           | 27. září 2017      | 5. února 2020       |
| 23           | 2         | Sting of the Tail  | Osten na ocasu (AXN) Bodnutí ocasem (Netflix)         | Frederick E. O. Toye | Keith Eisner                           | 4. října 2017      | 12. února 2020      |
| 24           | 3         | Outbreak           | Epidemie (AXN) Nákaza (Netflix)                       | Chris Grismer        | Ashley Gable                           | 11. října 2017     | 19. února 2020      |
| 25           | 4         | Equilibrium        | Rovnováha                                             | Joe Lazarov          | Paul Redford a Keith Eisner            | 18. října 2017     | 26. února 2020      |
| 26           | 5         | Suckers            | Ubožáci (AXN) Naivové (Netflix)                       | Fred Gerber          | Bill Chais                             | 25. října 2017     | 4. března 2020      |
| 27           | 6         | Two Ships          | Dvě lodě                                              | Leslie Libman        | Jessica Grasl                          | 1. listopadu 2017  | 11. března 2020     |
| 28           | 7         | Family Ties        | Rodinné problémy (AXN) Rodinné vazby (Netflix)        | Milan Cheylov        | Pierluigi Cothran                      | 15. listopadu 2017 | 18. března 2020     |
| 29           | 8         | Home               | Domov                                                 | Ian Toynton          | Pat Cunnane                            | 29. listopadu 2017 | 25. března 2020     |
| 30           | 9         | Three-Letter Day   | Den tří dopisů                                        | Jeannot Szwarc       | Bill Chais a Ashley Arena              | 6. prosince 2017   | 1. dubna 2020       |
| 31           | 10        | Line of Fire       | Ohnivé peklo (AXN) V jednom ohni (Netflix)            | Chris Grismer        | Keith Eisner                           | 13. prosince 2017  | 8. dubna 2020       |
| 32           | 11        | Grief              | Smutek (AXN) Žal (Netflix)                            | Timothy Busfield     | Keith Eisner                           | 28. února 2018     | 15. dubna 2020      |
| 33           | 12        | The Final Frontier | Poslední hranice (AXN) Nejzazší hranice (Netflix)     | Sharat Raju          | Jeff Melvoin                           | 7. března 2018     | 22. dubna 2020      |
| 34           | 13        | Original Sin       | Úvodní hřích (AXN) Prvotní hřích (Netflix)            | Bosede Williams      | Ashley Gable                           | 14. března 2018    | 29. dubna 2020      |
| 35           | 14        | In the Dark        | Temnota (AXN) V temnotách (Netflix)                   | Carol Banker         | Bill Chais                             | 21. března 2018    | 6. května 2020      |
| 36           | 15        | Summit             | Summit                                                | Chris Grismer        | Jessica Grasl                          | 28. března 2018    | 13. května 2020     |
| 37           | 16        | Fallout            | Spad                                                  | Joe Lazarov          | Tom Garrigus                           | 4. dubna 2018      | 20. května 2020     |
| 38           | 17        | Overkill           | Přehnaný (AXN) Příliš ničivý úder (Netflix)           | Jeff T. Thomas       | Jeff Melvoin a Tracey Rice             | 11. dubna 2018     | 25. srpna 2020      |
| 39           | 18        | Kirkman Agonistes  | Kirkmanovi agonisté (AXN) Kirkman Agonistes (Netflix) | Leslie Libman        | Pierluigi D. Cothran a Patrick Cunnane | 18. dubna 2018     | 26. srpna 2020      |
| 40           | 19        | Capacity           | Kapacita                                              | David Warry-Smith    | Keith Eisner                           | 25. dubna 2018     | 27. srpna 2020      |
| 41           | 20        | Bad Reception      | Špatné zprávy (AXN) Špatný signál (Netflix)           | Chris Grismer        | Tom Garrigus a Jessica Grasl           | 2. května 2018     | 28. srpna 2020      |
| 42           | 21        | Target             | Cíl                                                   | Timothy Busfield     | Bill Chais a Ashley Gable              | 9. května 2018     | 31. srpna 2020      |
| 43           | 22        | Run                | Kandidatura (AXN) Utíkej (Netflix)                    | Chris Grimer         | Keith Eisner                           | 16. května 2018    | 1. září 2020        |

### Třetí řada (2019)
| Č. v seriálu | Č. v řadě | Původní název        | Český název        | Režie            | Scénář                                         | Premiéra v USA | Premiéra v ČR (AXN) |
| ------------ | --------- | -------------------- | ------------------ | ---------------- | ---------------------------------------------- | -------------- | ------------------- |
| 44           | 1         | #thesystemisbroken   | #nefunkčnísystém   | Chris Grismer    | Adam Stein                                     | 7. června 2019 | 1. listopadu 2021   |
| 45           | 2         | #slipperyslope       | #nakloněnárovina   | Peter Leto       | Dawn DeNoon                                    | 7. června 2019 | 8. listopadu 2021   |
| 46           | 3         | #privacyplease       | #intimnípartie     | Timothy Busfield | Peter Noah                                     | 7. června 2019 | 15. listopadu 2021  |
| 47           | 4         | #makehistory         | #psaníhistorie     | Chris Grismer    | Ricardo Pérez González                         | 7. června 2019 | 22. listopadu 2021  |
| 48           | 5         | #nothingpersonal     | #nicosobního       | Peter Leto       | Kendra Chanae Chapman                          | 7. června 2019 | 29. listopadu 2021  |
| 49           | 6         | #whocares            | #kdosestará        | Chris Grismer    | Drew Westcott                                  | 7. června 2019 | 6. prosince 2021    |
| 50           | 7         | #identity/crisis     | #identita/krize    | Sudz Sutherland  | Adam Stein                                     | 7. června 2019 | 6. prosince 2021    |
| 51           | 8         | #scaredsh*tless      | #obtížnározhodnutí | Sudz Sutherland  | Kendra Chanae Chapman a Ricardo Pérez González | 7. června 2019 | 13. prosince 2021   |
| 52           | 9         | #undecided           | #nerozhodnost      | Peter Leto       | Dawn DeNoon                                    | 7. června 2019 | 13. prosince 2021   |
| 53           | 10        | #truthorconsequences | #zacenupravdy      | Chris Grismer    | Peter Noah                                     | 7. června 2019 | 20. prosince 2021   |